# 651 (szám)
A 651 (római számmal: DCLI) egy természetes szám, szfenikus szám, a 3, a 7 és a 31 szorzata.

## A szám a matematikában
A tízes számrendszerbeli 651-es a kettes számrendszerben 1010001011, a nyolcas számrendszerben 1213, a tizenhatos számrendszerben 28B alakban írható fel.
A 651 páratlan szám, összetett szám, azon belül szfenikus szám, kanonikus alakban a 31 · 71 · 311 szorzattal, normálalakban a 6,51 · 102 szorzattal írható fel. Nyolc osztója van a természetes számok halmazán, ezek növekvő sorrendben: 1, 3, 7, 21, 31, 93, 217 és 651.
Ötszögszám. Kilencszögszám.
A 651 négyzete 423 801, köbe 275 894 451, négyzetgyöke 25,51470, köbgyöke 8,66683, reciproka 0,0015361. A 651 egység sugarú kör kerülete 4090,35363 egység, területe 1 331 410,108 területegység; a 651 egység sugarú gömb térfogata 1 155 663 973,9 térfogategység.